# Карсоли
Карсоли (итал. Carsoli) — коммуна в Италии, расположена в регионе Абруццо, подчиняется административному центру Л’Акуила.
Население составляет 5243 человека (на 2005 г.), плотность населения составляет 55,06 чел./км². Занимает площадь 95,22 км². Почтовый индекс — 67061. Телефонный код — 0863.
Покровителем коммуны почитается святая Виктория. Праздник ежегодно празднуется 23 декабря.